# Вінаго гострохвостий
Віна́го гострохвостий (Treron apicauda) — вид голубоподібних птахів родини голубових (Columbidae). Мешкає в Гімалаях і Південно-Східній Азії.

## Опис

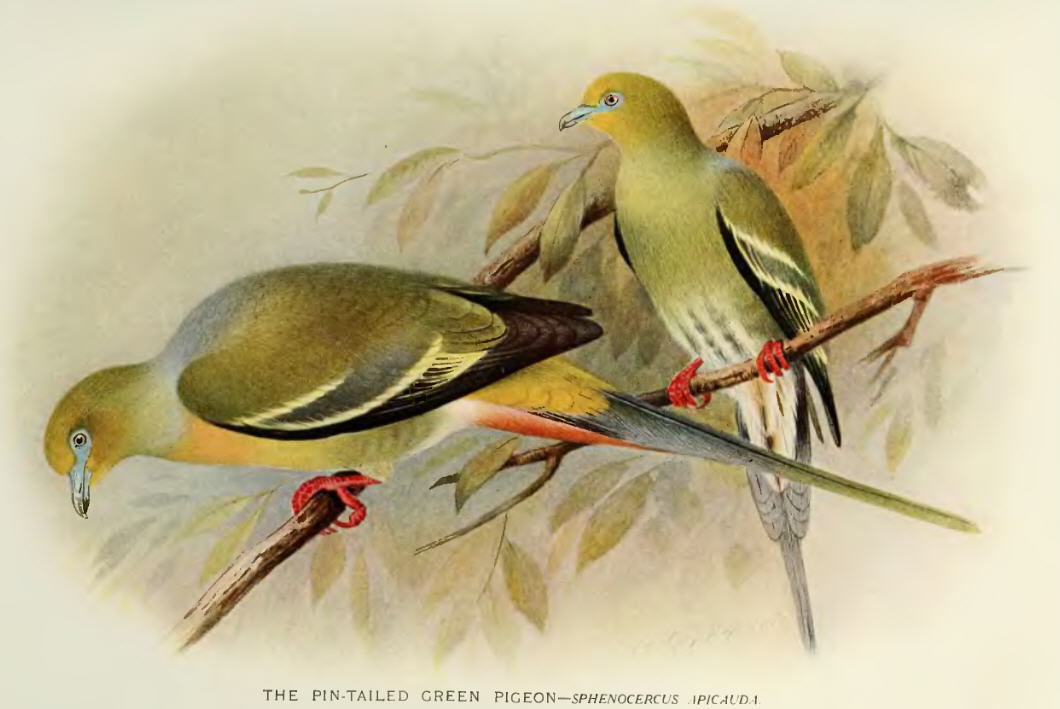
Пара гострохвостих вінаго

Довжина птаха становить 36 см. Довжина хвоста становить  14,4-19,2 см, довжина дзьоба 18-22 мм. Виду притаманний статевий диморфізм. У самців обличчя і верхня частина голови яскраво-оливково-зелені. Спина і шия сірувато-оливково-зелені. Покривні пера крил оливково-зелені або чорнуваті з жовтими краями, махові пера чорні, другорядні махові пера мають вузькі білі края. Надхвістя і верхні покривні пера хвоста яскраво-оливково-жовті, хвіст сірий. Центральні стернові пера загострені, видовжені. Підборіддя, горло і скроні яскраво-жовтувато-зелені, груди оранжеві, живіт зеленувато-жовтий. Стегна і гузка темно-зелені, поцятковані білими плямками. Райдужки червонуваті з лазуровими кільцями. Навколо очей кільця голої синьої шкіри. Восковиця і дзьоб яскраво-сині, кінчик дзьоба синьо-зелений. У самиць спина і шия яскраво-оливкові, без сірого відтінку. Горло, підборіддя і груди темно-зелені, оранжева пляма на грудях відсутня, центральні стернові пера короткі.

## Підвиди
Виділяють три підвиди:
- T. a. apicauda Blyth, 1846 — від Гімалаїв до південно-західного Китаю і М'янми;
- T. a. laotianus (Delacour, 1926) — південь Китаю, північ Лаосу і В'єтнаму;
- T. a. lowei (Delacour & Jabouille, 1924) — Таїланд і південь Лаосу.

## Поширення і екологія
Гострохвості вінаго мешкають в Індії, Непалі, Бутані, Бангладеш, М'янмі, Таїланді, Китаї, В'єтнамі і Лаосі. Вони живуть у вологих гірських тропічних лісах та в сухих тропічних лісах. Зустрічаються зграйками по 10-30 птахів, на висоті до 1800 м над рівнем моря. Ведуть деревний спосіб життя. Живляться плодами.